# 王則 (宋)
王 則（おう そく、? - 1048年）は、北宋の仁宗の時代、河北で反乱を起こした指導者である。涿州の出身。

## 生涯
王則はもともと涿州の農民であったが、飢饉が続いたので貝州に逃げ、雇われて羊飼いをしていた。後に宣毅軍に入り、下士官になった。しばらくして、弥勒教に参加した。慶暦7年（1047年）、教首の李教とともに、翌年の正月に反乱を起こすことを計画した。そのため、一度涿州に戻り母親に別れを告げている。信者の潘方浄は、刃物をもって北京（大名府）に行き、留守の賈昌朝に会い、投降を迫ったが、逆に捕らわれてしまった。そのために秘密が漏れ、王則は慶暦7年11月の冬至に反乱を始めた。その時、「釈迦仏は衰え、弥勒仏の世が来た」をスローガンにした。さらに貝州知州の張得一を逮捕した。王則は、推されて東平郡王となり、張巒を宰相、卜吉を枢密使とし、胡永児を皇后とした。国号を安陽とし、年号を得聖（徳聖）とし、12月を正月とした。戦士の顔に「義軍破趙得勝」（義軍は趙を破り、勝を得る）と入れ墨させて、反抗の決意を示した。
参知政事の文彦博は鎮圧を奏上し、慶暦8年（1048年）正月に河北宣撫使に任命され、明鎬を副使として、貝州を包囲した。しかしなかなか落ちず、地下道を掘って場内に潜入し、王則・張巒・卜吉などは東門を突破したが、捕らえられた。残りの者は「余党保邨舎、皆焚死」とあるように、死亡した。王則は、東京（開封府）で斬首された。この反乱は前後65日であった。この反乱は、『三遂平妖伝』のもとになった。